# ポルノグラフィティvsリンカーン
『ポルノグラフィティvsリンカーン』（ポルノグラフィティ・ヴァーサス・リンカーン）は、ポルノグラフィティのインディーズ時代の作品。1996年10月27日リリース。
当時、大阪を中心に活動していたポルノグラフィティと、同じく大阪で活動していたインディーズバンドリンカーン (LINCOLN) が共作した作品で、両バンドの曲が2曲ずつ収録されている。

## 解説
- タイトルに「vs」を入れた両バンドによる対戦方式となっている。このことについて、「&」より「vs」を入れたほうが面白いからとのこと。
- 本作のリリースを記念し1996年12月25日に「江坂ブーミンホール」にてリンカーンとともにライブを行った[1]。
- この作品は一度廃盤になったが、1999年にポルノグラフィティがメジャーデビューしたのを機に、ファンの強い要望で同年12月10日に再リリースされた。（2001年までに廃盤となった。）
- 再リリースはマキシシングル規格(12cmCD)であるため、ポルノグラフィティにとって最初のマキシシングルは今作とも言える（メジャーレーベルとしては「ミュージック・アワー」が最初のマキシシングルである）。
- なお、LINCOLNは2000年頃に解散している。

## 収録曲
1. LION ／ PORNO GRAFFITTI
  - 作詞:新藤晴一、作曲:TAMA

メジャーデビュー後にリメイクされ、1stアルバム『ロマンチスト・エゴイスト』に「ライオン」として収録された。
2. ランドール ／ PORNO GRAFFITTI
  - 作詞:新藤晴一、作曲:TAMA
3. 逃亡者 ／ LINCOLN
  - 作詞:上田太、作曲:池島一雄
4. GOOD TIME  ／ LINCOLN
  - 作詞・作曲:LINCOLN